# Viktor Noi Vidarsson
Viktor Nói Vidarsson (* 15. Februar 2007) ist ein belgisch-isländischer Fußballspieler. Er spielt bei KAA Gent und ist ehemaliger belgischer sowie aktueller isländischer Nachwuchsnationalspieler.

## Hintergrund
Viktor Vidarssons Vater Arnar Viðarsson kommt aus Island und war ebenfalls Fußballspieler, er verbrachte den Großteil seiner Karriere in Belgien (unter anderem beim SC Lokeren) und in den Niederlanden (beim FC Twente und auf Leihbasis bei BV De Graafschap); er lief auch für die isländische Nationalmannschaft auf. Die belgische Mutter von Viktor ist aus der ostflämischen Stadt Lokeren.

## Karriere als Spieler

### Verein
Viktor Vidarsson spielte während seiner Kindheit bei SC Lokeren, bevor er in die U14 von KAA Gent wechselte. Im Januar 2025 wurde er innerhalb der Stadt an den Drittligisten KRC Gent verliehen. Vorher, am 10. November 2024, gab Vidarsson beim 4:0-Auswärtssieg im Drittligaspiel gegen Hoogstraaten VV sein Debüt für die zweite Mannschaft „Jong KAA Gent“. Im Sommer 2025 folgte nach der Leihe zu KRC die Rückkehr zu KAA Gent, wo er dann in die zuvor in die zweite Mannschaft aufgestiegene zweite Mannschaft integriert wurde. Am 8. August 2025 kam Viktor Noi Vidarsson beim 4:1-Auswärtssieg im Zweitligaspiel gegen Olympic Charleroi sein Debüt in der zweithöchsten Spielklasse.

### Nationalmannschaft
Viktor Vidarsson lief in den Altersklassen U15, U16 und U17 für belgische Nachwuchsnationalmannschaften auf. Danach entschied er sich, für die isländischen Auswahlteams zu spielen und kommt nun für die U19-Nationalmannschaft der Nordatlantikinsel zum Einsatz.